# Női 100 méteres gyorsúszás az 1958-as úszó-Európa-bajnokságon
Az 1958-as úszó-Európa-bajnokságon a női 100 méteres gyorsúszás selejtezőit augusztus 31-én tartották. A döntőt szeptember 1-én rendezték. A versenyszámban 19-en indultak.
A magyar versenyzők közül Takács Katalin nyolcadik lett, Frank Mária a selejtezőben kiesett.

## Rekordok
|              | Név                 | Nemzet     | Idő    | Helyszín  | Dátum               |
| ------------ | ------------------- | ---------- | ------ | --------- | ------------------- |
| Világcsúcs   | Dawn Fraser         | Ausztrália | 1:01,2 | Schiedam  | 1958. augusztus 10. |
| Európa-csúcs | Cornelia Gastelaars | Hollandia  | 1:03,9 | Blackpool | 1958. május 17..    |

A versenyen új rekord született:
| Európa-bajnoki csúcs | selejtező | Hollandia Cornelia Gastelaars | 1:04,7 | Budapest, Magyarország | augusztus 31. |
| Európa-bajnoki csúcs | döntő     | Svédország Kate Jobson        | 1:04,7 | Budapest, Magyarország | szeptember 1. |

## Eredmény

### Selejtezők
| Helyezés | Futam | Név                 | Nemzet             | Idő    | Megj.  |
| -------- | ----- | ------------------- | ------------------ | ------ | ------ |
| 1.       | 2     | Cornelia Gastelaars | Hollandia          | 1:04,7 | Q, ECR |
| 2.       | 4     | Kate Jobson         | Svédország         | 1:05,6 | Q      |
| 3.       | 3     | Ulvi Voog           | Szovjetunió        | 1:06,2 | Q      |
| 4.       | 1     | Diana Wilkinson     | Egyesült Királyság | 1:06,4 | Q      |
| 5.       | 2     | Gerda Kraan         | Hollandia          | 1:06,4 | Q      |
| 6.       | 3     | Judith Grinham      | Egyesült Királyság | 1:06,6 | Q      |
| 7.       | 1     | Christel Steffin    | NDK                | 1:07,2 | Q      |
| 8.       | 1     | Takács Katalin      | Magyarország       | 1:07,5 | Q      |
| 9.       | 2     | Ursula Winkler      | NSZK               | 1:07,7 |        |
| 10.      | 2     | Frank Mária         | Magyarország       | 1:08,0 |        |
| 11.      | 4     | Karin Larsson       | Svédország         | 1:08,1 |        |
| 12.      | 4     | Hertha Haase        | NSZK               | 1:08,6 |        |
| 13.      | 4     | Héda Frost          | Franciaország      | 1:08,6 |        |
| 14.      | 4     | Jutta Olbrisch      | NDK                | 1:09,4 |        |
| 15.      | 3     | Alessandra Valle    | Olaszország        | 1:09,7 |        |
| 16.      | 1     | Nora Novotny        | Ausztria           | 1:10,5 |        |
| 17.      | 4     | Ginette Sendral     | Franciaország      | 1:11,4 |        |
| 18.      | 2     | Giovanna Martinelli | Olaszország        | 1:11,7 |        |
| 19.      | 2     | Selma Hassan        | Törökország        | 1:22,1 |        |

### Döntő
| Helyezés | Pálya | Név                 | Nemzet             | Idő    | Megj. |
| -------- | ----- | ------------------- | ------------------ | ------ | ----- |
|          | 5     | Kate Jobson         | Svédország         | 1:04,7 | ECR   |
|          | 4     | Cornelia Gastelaars | Hollandia          | 1:05,0 |       |
|          | 7     | Judith Grinham      | Egyesült Királyság | 1:05,4 |       |
| 4.       | 6     | Gerda Kraan         | Hollandia          | 1:06,0 |       |
| 5.       | 2     | Diana Wilkinson     | Egyesült Királyság | 1:06,1 |       |
| 6.       | 1     | Christel Steffin    | NDK                | 1:06,2 |       |
| 7.       | 3     | Ulvi Voog           | Szovjetunió        | 1:06,4 |       |
| 8.       | 8     | Takács Katalin      | Magyarország       | 1:07,8 |       |